# Tạp chí Vật lý Hoa Kỳ
Tạp chí Vật lý Hoa Kỳ, tiếng Anh: American Journal of Physics, là một tạp chí khoa học bình duyệt hàng tháng, được xuất bản bởi Hiệp hội Giáo viên Vật lý Hoa Kỳ (American Association of Physics Teachers) và Viện Vật lý Hoa Kỳ (American Institute of Physics). Tổng biên tập hiện tại là Richard H. Price đến từ Đại học Utah.

## Tóm tắt và lập chỉ mục
Tạp chí này được lập chỉ mục trong các cơ sở dữ liệu sau:
- Mathematical Reviews
- Abstract Bulletin of the Institute of Paper Chemistry (PAPERCHEM in 1969)[6]
- International Aerospace Abstracts
- SPIN
- Chemical Abstracts
- Current Physics Index
- Current Index to Journals in Education (CSA Illumina - ERIC database)[7]
- Energy Research Abstracts
- Applied Science & Technology Index (H.W. Wilson Company)
- General Science Index (H.W. Wilson Company)
- Computer & Control Abstracts
- Electrical & Electronics Abstracts
- Physics Abstracts. Science Abstracts. Series A